# Токач, Музаффер
Музаффер Токач (тур. Muzaffer Tokaç; 22 июля 1922, Турция — 14 июля 2009, США) — турецкий футболист, игравший на позиции полузащитника. Участник Олимпийских игр (1948, 1952).

## Биография

### Клубная карьера
Воспитанник стамбульского клуба «Галатасарай». В 1942 году присоединился к этому клубу и играл за него всю карьеру, насчитывающую 13 сезонов. В составе «львов» Токач выиграл два чемпионских титула Стамбульской лиги, сыграл во всех турнирах 200 матчей и забил 50 голов.

### Карьера в сборной
В составе сборной Турции принимал участие на олимпийском футбольном турнире 1948 года, но на турнире на поле так и не вышел.
Спустя четыре года принимал участие на олимпийском футбольном турнире 1952 года, где сыграл в матче со сборной Нидерландских Антильских островов (2:1) и в этой игре он забил гол. Всего за сборную Турции сыграл 13 матчей и забил 2 гола.

### Смерть
Скончался 14 июля 2009 года в возрасте 86 лет.

## Достижения
«Галатасарай»
- Чемпион Стамбульской лиги (2): 1948/49, 1954/55